# Ideoblothrus muchmorei
Espèce
Ideoblothrus muchmorei est une espèce de pseudoscorpions de la famille des Syarinidae.

## Distribution
Cette espèce est endémique de Côte d'Ivoire.

## Étymologie
Cette espèce est nommée en l'honneur de William B. Muchmore.

## Publication originale
- Heurtault, 1983 : Pseudoscorpions de Côte d'Ivoire. Revue Arachnologique, vol. 5, no 1, p. 1-27.